# Dog: un viaje salvaje
Dog: un viaje salvaje (título original en inglés: Dog) es una película de carretera y de comedia dramática de 2022 dirigida por Channing Tatum y Reid Carolin, ambos haciendo sus respectivos debuts como directores. La película está protagonizada por Tatum como un ranger del ejército que debe escoltar al perro de su comandante caído al funeral. Jane Adams, Kevin Nash, Ethan Suplee, Emmy Raver-Lampman y Nicole LaLiberte también aparecen.
La película fue estrenada en los Estados Unidos el 18 de febrero de 2022 por United Artists Releasing. Recibió reseñas positivas de los críticos.

## Sinopsis
El ranger del ejército de EE. UU. Briggs tiene la tarea de llevar a Lulu, un perro de guerra belga malinois, por la costa del Pacífico desde la Base de la Fuerza Aérea McChord en Washington hasta Nogales, Arizona, a tiempo para asistir al funeral de su adiestrador. En el camino, Briggs tiene que aceptar su trastorno por estrés postraumático, así como su dificultad para establecer conexiones emocionales.

## Reparto
- Channing Tatum como el ranger del ejército estadounidense Jackson Briggs
- Jane Adams como Tamara
- Kevin Nash como Gus
- Q'orianka Kilcher como Niki
- Ethan Suplee como Noé
- Emmy Raver-Lampman como Bella
- Nicole LaLiberté como Zoe
- Luke Forbes como Jones
- Ronnie Gene Blevins como Keith
- Aqueela Zoll como Callan
- Bill Burr como oficial de policía[1]
- Joy Sunday como la Dr. Gray

## Producción
El 5 de noviembre de 2019, se anunció que Channing Tatum y Reid Carolin harían su debut como directores, a partir de un guion que Carolin escribió con Brett Rodríguez. Tatum y Caroline también producirían, junto con Peter Kiernan y Gregory Jacobs a través de Free Association. El 2 de marzo de 2020, Metro-Goldwyn-Mayer adquirió los derechos de distribución de la película en América del Norte.
Además de codirigir la película, Tatum también protagoniza el papel principal. En diciembre de 2020, se agregó al elenco Q'orianka Kilcher. El 15 de noviembre de 2019, se anunció que el rodaje comenzaría a mediados de 2020. Se filmó en Valencia y Lancaster, California en medio de la pandemia de COVID-19.

## Estreno
La película estaba originalmente programada para ser estrenada en los Estados Unidos el 12 de febrero de 2021 por Metro-Goldwyn-Mayer, pero se retrasó hasta julio debido a la pandemia de COVID-19. Más tarde se reveló que la fecha era el 16 de julio. Luego se retrasó nuevamente hasta el 18 de febrero de 2022.
Según iSpot, United Artists Releasing gastó $16,3 millones en comerciales de televisión que generaron 1170 millones de impresiones. La película fue anunciada particularmente en Fox News, CBS, TLC, NBC y ABC en programas que incluyen los Juegos Olímpicos de Invierno, la NFL, re-emisiones de Friends y Hannity.